# Lava (televisieprogramma)
Lava was een Vlaams absurd televisieprogramma met Kamagurka en Herr Seele, dat in 1990 en 1991 op de toenmalige BRT te zien was. Er werden twee reeksen van telkens zes afleveringen gemaakt. In 1987 verschenen gelijknamige albums met tekeningen en strips.
Lava was een vernieuwend en veelbekeken programma; door de combinatie van sketches, vaste rubrieken en een lied met bijbehorende videoclip dat elke aflevering afsloot, bereikte het snel een cultstatus. Het programma werd ook door de Nederlandse omroep VPRO uitgezonden en droeg aanzienlijk bij tot de naambekendheid van Kamagurka en Herr Seele bij het grote publiek.

## De eerste Lava-boeken
De Lava-albums, verschenen bij Uitgeverij Loempia in de late jaren tachtig. Ze bevatten vooral gags en tekeningen van Kamagurka. De figuren Cowboy Henk en Bert waren toen reeds aanwezig. Aan Lava nr. 1 werkten ook Erik Meynen, die de strip Norodom Donderbroek tekende, en Michiel Hendryckx mee, die de foto's verzorgde. In Lava nr. 2 vinden we ook tekeningen van Hec Leemans en Willy Linthout terug. De figuur Kamiel Kafka, vertolkt door Kamagurka zelf, verschijnt in een fotostrip.

## De Lava-televisiereeksen
Het Lava-programma, geregisseerd door John Erbuer, duurde telkens een halfuur. Het had enkele vaste rubrieken. Het begon met een soort 'ouverture', gevolgd door de begintune, waarop een inleidend 'woordje' van Kama en Seele volgde, waarin de beide heerschappen enkele moppen vertelden. Vervolgens kwamen diverse sketches, die in elke aflevering varieerden. In de loop van de episode volgde dan nog een zaalsketch in de vorm van een humoristische dialoog. Voorbeelden waren: de suïcidale man in de luchthaven, de verkoper van hondenkoekjes en Mijnheer de Deuropener, de armoedige jeugd van Kama en Seele en de Griekse dialoog waarin Aeschyllus zijn vriend Cyclops een catalogus met 'alle nieuwe goden' wil aansmeren.

### Dokter Guy Vago en Mijnheer Van Patiënten
Een speciale rubriek was die van Dokter Guy Vago (woordspeling op Doctor Zhivago), 'de beste dokter ter wereld', die door Kamagurka werd gespeeld, en Herr Seele in de rol van Mijnheer Van Patiënten, bijna de beste patiënt ter wereld. De sketch had steeds de vorm van een consultatie, die echter onmiddellijk in een bizarre dialoog over neonlampen en euthanasiepillen ontaardde. Nog steeds bekend is het citaat „Dokter, ik ga achteruit!“, van een Mijnheer Van Patiënten die achterstevoren het podium opkomt.

### Madame Germaine du Cœur Brisé
Dit was een adviesrubriek waarin Mevrouw du Cœur Brisé ('van het Gebroken Hart') intieme emotionele problemen van het publiek behandelde. Madame Germaine werd gespeeld door David Davidse die, gezeten op een sofa, tamelijk nutteloos liefdes- en ander advies gaf als antwoord op vaak al even potsierlijke vragen. Ze besloot haar rubriek steeds met de verzekering dat iedereen haar kon schrijven, en dat de brieven zouden worden 'behandeld door mij en mijn staf, hè, Staf?'.

### Kamiel Kafka
Kamagurka's typetje Kamiel Kafka, een ietwat stoffige, slecht geschoren intellectueel met een pet met twee flappen aan de zijkant, begon steeds met de woorden: „Dit is Kamiel Kafka. Dit is Kamiel Kafká. En ik zal het geen twee keer zeggen“. Kamiel lanceerde in de eerste aflevering zijn eigen televisiestation, Super-Kaf Channel, door een satellietje de ruimte in te schoppen. Hij bracht zo bijvoorbeeld huiveringwekkende en beklijvende exclusieve beelden van de onzichtbare hond (die zichtbaar was, want anders had niemand er iets aan) en de Verschrikkelijke sneeuwman: „Bah! Wat een verschrikkelijke sneeuw, man!“. Ook was hij oorlogscorrespondent in de woestijn bij de krijgshaftige pinguïns, en nam hij een onderwaterepisode op de bodem van een zwembad op, waarin hij nogal vergezochte woordspelingen over vis maakte.

### Freddie Keunhaas
Freddie Keunhaas, in smoking met vlinderdas, was een sportverslaggever die nieuwe sporten demonstreerde, waaronder motorcross in de huiskamer, babyslingeren en kunstduiken, waarbij de duiker tijdens de sprong een kunstwerk moet maken 'dat ten minste drie tiende van een seconde voor is op z'n tijd'.

### Wally in Space
Een vast feuilleton in Lava was de Star Trek-parodie Wally in Space. Hierin speelde Eddy Wally de kapitein van het ruimteschip de Chérie. Herr Seele speelde Mijnheer Stock, 'de andere oïde', en Emanuella, een Indische, werd in de eerste reeks door Annet Malherbe en in de tweede door Wendy Van Wanten vertolkt. Hun doel was op de eerste plaats "steeds hogere kijkcijfers", maar ze moesten het in elke aflevering ook opnemen tegen de boosaardige Madame Tang (vertolkt door Marina Wauters). De helden werden met velerlei soorten kwaad geconfronteerd, zoals een Martiaanse verkoper van "ruimtezuigers" (gespeeld door Kees van Kooten), een schele cycloop (Anton Cogen) en de onweerstaanbare lokroep van Glen Baxter. Ook Urbanus speelde een van de booswichten. Captain Wally bedwong het kwaad echter telkens weer door te zingen: Madame Tang bezweek immers zodra hij zijn nieuwe hit aanvatte: "In het heelal is 't alle dagen carnaval, in het heelal is 't alle dagen bal. In het heelal is 't alle dagen carnaval, en het heelal is overal!". Dit lied zong de bemanning dan ook steevast op het einde, tijdens het nuttigen van overheerlijke verse watjes, tubes en diens meer. Een bekend citaat is de begroeting van Captain Wally: "Vreest niet. Wij komen uit Ertvelde, en onze bedoelingen zijn vreedzaam".

## Muziek
In de helft van elke aflevering van Lava was er altijd een gastoptreden te zien van een Vlaamse rockgroep. Dit idee hadden de makers duidelijk aan The Young Ones ontleend. Aan het einde van iedere episode zongen Kamagurka, Herr Seele (en soms ook Eddy Wally) een zelfgeschreven lied en videoclip. De afsluitende liederen van de eerste reeks werden op een langspeelplaat uitgebracht, getiteld Lava. When Giants Meet. Liederen op deze plaat waren onder andere Als ik een walvis was, Hey, lonely cowboy, Het wit van mijn ogen, Emanuella, ik wil met jou naar Venezuela en De zee. In 1990 verscheen ten slotte nog een speciaal stripalbum met enkele teksten en foto's uit Lava, waarin een plaatje zat om uit te scheuren, met het lied De klootzak van Honolulu.